# Copa del Món de Futbol de 1962 - Grup 1
El Grup 1 de la Copa del Món de Futbol 1962, disputada a Xile, estava compost per quatre equips, que s'enfrontaren entre ells amb un total de 6 partits. Els dos millors classificats passaren a jugar la segona fase, els quarts de final.

## Integrants
El grup 1 està integrat per les seleccions següents:
| Unió Soviètica | Iugoslàvia | Uruguai | Colòmbia |
| -------------- | ---------- | ------- | -------- |

## Classificació
| Pos | Equip          | PJ | PG | PE | PP | GF | GC | GR    | Pts | Classificació           |
| --- | -------------- | -- | -- | -- | -- | -- | -- | ----- | --- | ----------------------- |
| 1   | Unió Soviètica | 3  | 2  | 1  | 0  | 8  | 5  | 1,600 | 5   | Avança a la segona fase |
| 2   | Iugoslàvia     | 3  | 2  | 0  | 1  | 8  | 3  | 2,667 | 4   | Avança a la segona fase |
| 3   | Uruguai        | 3  | 1  | 0  | 2  | 4  | 6  | 0,667 | 2   |                         |
| 4   | Colòmbia       | 3  | 0  | 1  | 2  | 5  | 11 | 0,455 | 1   |                         |

## Partits

### Uruguai vs Colòmbia
| Uruguai                 | 2–1     | Colòmbia         |
| ----------------------- | ------- | ---------------- |
| Cubilla 56' · Sasía 75' | Informe | Zuluaga 19' (p.) |

### Unió Soviètica vs Iugoslàvia
| Unió Soviètica              | 2–0     | Iugoslàvia |
| --------------------------- | ------- | ---------- |
| Ivanov 51' · Ponedelnik 83' | Informe |            |

### Iugoslàvia vs Uruguai
| Iugoslàvia                                  | 3–1     | Uruguai     |
| ------------------------------------------- | ------- | ----------- |
| Skoblar 25' (p.) · Galić 29' · Jerković 49' | Informe | Cabrera 19' |

### Unió Soviètica vs Colòmbia
| Unió Soviètica                                  | 4–4     | Colòmbia                                            |
| ----------------------------------------------- | ------- | --------------------------------------------------- |
| Ivanov 8', 11' · Chislenko 10' · Ponedelnik 56' | Informe | Aceros 21' · Coll 68' (o.) · Rada 72' · Klinger 86' |

El gol que va marcar Marcos Coll en aquest partit (minut 68) va ser el primer gol olímpic que es va anotar en una Copa del Món.

### Unió Soviètica vs Uruguai
| Unió Soviètica           | 2–1     | Uruguai   |
| ------------------------ | ------- | --------- |
| Mamykin 38' · Ivanov 89' | Informe | Sasía 54' |

### Iugoslàvia vs Colòmbia
| Iugoslàvia                                     | 5–0     | Colòmbia |
| ---------------------------------------------- | ------- | -------- |
| Galić 20', 61' · Jerković 25', 87' · Melić 82' | Informe |          |